# Union, Oregon
Union är en ort i Union County i Oregon. Vid 2010 års folkräkning hade Union 2 121 invånare.